# Eddy Point
Der Eddy Point (englisch für Wirbelspitze) ist eine kleine Landspitze von King George Island im Archipel der Südlichen Shetlandinseln. Sie liegt 800 m westlich des Halfthree Point auf der Südseite der Fildes-Halbinsel.
Wissenschaftler der britischen Discovery Investigations kartierten und benannten die Landspitze im Jahr 1935. Sie dient als Orientierungspunkt für die sichere Passage der Fildes Strait.